# Voetbalkampioenschap van Wezer-Jade 1932/33
In 1932/33 werd het tiende en laatste voetbalkampioenschap van Wezer-Jade gespeeld, dat georganiseerd werd door de Noord-Duitse voetbalbond. 
VfB Komet 1896 werd kampioen en plaatste zich voor de Noord-Duitse eindronde. Ook vicekampioen Werder mocht naar de eindronde. Beide clubs werden in de groepsfase uitgeschakeld.
Na dit seizoen kwam de NSDAP aan de macht en werden alle regionale voetbalbonden opgeheven. De Gauliga werd ingevoerd als hoogste klasse en de clubs uit de competitie Wezer-Jade gingen spelen in de Gauliga Niedersachsen. De top drie plaatste zich en de andere clubs gingen in de nieuwe Bezirksliga spelen, de tweede klasse. 

## Eindstand
| Plaats | Club                        | Wed. | W  | G | V | Saldo | Ptn   |
| ------ | --------------------------- | ---- | -- | - | - | ----- | ----- |
| 1.     | VfB Komet 1896 Bremen       | 14   | 11 | 1 | 2 | 52:22 | 23:5  |
| 2.     | SV Werder Bremen            | 14   | 10 | 1 | 3 | 43:11 | 21:7  |
| 3.     | Bremer SV 06                | 14   | 7  | 4 | 3 | 43:28 | 18:10 |
| 4.     | VfL Germania Leer           | 14   | 6  | 2 | 6 | 26:31 | 14:14 |
| 5.     | Bremer Sportfreunde 1895/91 | 14   | 4  | 2 | 8 | 27:41 | 10:18 |
| 6.     | PSV 1921 Bremen             | 14   | 4  | 2 | 8 | 29:52 | 10:18 |
| 7.     | Bremer BV Union 01          | 14   | 3  | 2 | 9 | 17:34 | 8:20  |
| 8.     | FC SuS 1900 Delmenhorst     | 14   | 2  | 4 | 8 | 14:32 | 8:20  |

|  | Kampioen, geplaatst voor Noord-Duitse eindronde en Gauliga Niedersachsen 1933/34 |
|  | Geplaatst voor Noord-Duitse eindronde en Gauliga Niedersachsen 1933/34           |
|  | Geplaatst voor Gauliga Niedersachsen 1933/34                                     |
|  | Degradatie                                                                       |